# Campionato Potiguar 2024
Il Campionato Potiguar 2024 è stata la 105ª edizione della massima serie del campionato potiguar. La stagione è iniziata il 10 gennaio 2024 e si è conclusa il 14 aprile successivo.

## Stagione

### Novità
È stato promosso dalla Segunda Divisão il Baraúnas. È retrocesso, al termine della passata stagione, l'Alecrim.

### Formato
Il torneo si svolge in due turni: il primo è composto da due gironi da quattro squadre. Le prime due classificate di tali gironi, accedono alla fase finale che decreterà la vincitrice del turno di campionato. Lo stesso format vale anche per il secondo turno.
Le squadre vincitrici dei due turni, si affronteranno in un match singolo per decretare la vincitrice del Campionato Potiguar. Nel caso una squadra abbia vinto ambedue i turni, sarà questa ad essere decretata vincitrice del campionato. La formazioni ad aver totalizzato il minor numero di punti tra le due fasi, retrocede in Segunda Divisão.
La formazione vincitrice e la seconda classificata, potranno partecipare alla Série D 2025 e alla Coppa del Brasile 2025.

## Risultati

### Prima fase

#### Fase a gironi
Gruppo A
|  | Pos. | Squadra                   | Pt | G | V | N | P | GF | GS | DR  |
|  | ---- | ------------------------- | -- | - | - | - | - | -- | -- | --- |
|  | 1    | América-RN                | 14 | 6 | 4 | 2 | 0 | 15 | 2  | +13 |
|  | 2    | Santa Cruz de Natal       | 12 | 6 | 3 | 3 | 0 | 10 | 3  | +7  |
|  | 3    | Globo                     | 4  | 6 | 1 | 1 | 4 | 3  | 19 | -16 |
|  | 4    | Potyguar de Currais Novos | 3  | 6 | 1 | 0 | 5 | 5  | 9  | -4  |

Legenda:
      Ammessa alla fase finale.
Note:
Tre punti a vittoria, uno a pareggio, zero a sconfitta.
Gruppo B
|  | Pos. | Squadra        | Pt | G | V | N | P | GF | GS | DR  |
|  | ---- | -------------- | -- | - | - | - | - | -- | -- | --- |
|  | 1    | ABC            | 16 | 6 | 5 | 1 | 0 | 14 | 3  | +11 |
|  | 2    | Baraúnas       | 9  | 6 | 3 | 0 | 3 | 7  | 7  | 0   |
|  | 3    | Potiguar       | 6  | 6 | 2 | 0 | 4 | 9  | 9  | 0   |
|  | 4    | Força e Luz-RN | 4  | 6 | 1 | 1 | 4 | 4  | 15 | -11 |

Legenda:
      Ammessa alla fase finale.
Note:
Tre punti a vittoria, uno a pareggio, zero a sconfitta.

#### Fase finale
|  | Semifinali | Semifinali          | Semifinali |     |       | Finale           | Finale | Finale |  |
|  |            |                     |            |     |       |                  |        |        |  |
|  | 1A         | América-RN          | 3          |     |       |                  |        |        |  |
|  | 1A         | América-RN          | 3          |     |       |                  |        |        |  |
|  | 2B         | Baraúnas            | 0          |     |       |                  |        |        |  |
|  | 2B         | Baraúnas            | 0          |     | 1A    | América-RN (dtr) | 0 (4)  |        |  |
|  |            |                     |            |     | 1A    | América-RN (dtr) | 0 (4)  |        |  |
|  |            |                     | 1B         | ABC | 0 (2) |                  |        |        |  |
|  | 1B         | ABC (dtr)           | 1B         | ABC | 0 (2) | 2 (4)            |        |        |  |
|  | 1B         | ABC (dtr)           |            |     |       |                  |        |        |  |
|  | 2A         | Santa Cruz de Natal | 2 (2)      |     |       |                  |        |        |  |

### Seconda fase

#### Fase a gironi
Gruppo A
|  | Pos. | Squadra                   | Pt | G | V | N | P | GF | GS | DR |
|  | ---- | ------------------------- | -- | - | - | - | - | -- | -- | -- |
|  | 1    | Santa Cruz de Natal       | 7  | 4 | 2 | 1 | 1 | 6  | 5  | +1 |
|  | 2    | América-RN                | 6  | 4 | 1 | 3 | 0 | 5  | 2  | +3 |
|  | 3    | Potyguar de Currais Novos | 2  | 4 | 0 | 2 | 2 | 5  | 9  | -4 |
|  | 4    | Globo                     | 2  | 4 | 0 | 2 | 2 | 1  | 6  | -5 |

Legenda:
      Ammessa alla fase finale.
Note:
Tre punti a vittoria, uno a pareggio, zero a sconfitta.
Gruppo B
|  | Pos. | Squadra        | Pt | G | V | N | P | GF | GS | DR |
|  | ---- | -------------- | -- | - | - | - | - | -- | -- | -- |
|  | 1    | Potiguar       | 10 | 4 | 3 | 1 | 0 | 7  | 3  | +4 |
|  | 2    | ABC            | 3  | 4 | 0 | 3 | 1 | 2  | 3  | -1 |
|  | 3    | Baraúnas (-6)  | 2  | 4 | 2 | 2 | 0 | 9  | 3  | +6 |
|  | 4    | Força e Luz-RN | 2  | 4 | 0 | 2 | 2 | 4  | 8  | -4 |

Legenda:
      Ammessa alla fase finale.
Note:
Tre punti a vittoria, uno a pareggio, zero a sconfitta.

#### Fase finale
|  | Semifinali | Semifinali          | Semifinali |            |    | Finale              | Finale | Finale |  |
|  |            |                     |            |            |    |                     |        |        |  |
|  | 1A         | Santa Cruz de Natal | 2          |            |    |                     |        |        |  |
|  | 1A         | Santa Cruz de Natal | 2          |            |    |                     |        |        |  |
|  | 2B         | ABC                 | 0          |            |    |                     |        |        |  |
|  | 2B         | ABC                 | 0          |            | 1A | Santa Cruz de Natal | 0      |        |  |
|  |            |                     |            |            | 1A | Santa Cruz de Natal | 0      |        |  |
|  |            |                     | 2A         | América-RN | 1  |                     |        |        |  |
|  | 1B         | Potiguar            | 2A         | América-RN | 1  | 1                   |        |        |  |
|  | 1B         | Potiguar            |            |            |    |                     |        |        |  |
|  | 2A         | América-RN          | 3          |            |    |                     |        |        |  |

## Classifica generale
|  | Pos. | Squadra                   | Pt | G  | V | N | P | GF | GS | DR  |
|  | ---- | ------------------------- | -- | -- | - | - | - | -- | -- | --- |
|  | 1.   | América-RN                | 30 | 14 | 8 | 6 | 0 | 27 | 5  | +22 |
|  | 2.   | Santa Cruz de Natal       | 23 | 13 | 6 | 5 | 2 | 20 | 11 | +9  |
|  | 3.   | ABC                       | 21 | 13 | 5 | 6 | 2 | 18 | 10 | +8  |
|  | 4.   | Potiguar                  | 16 | 11 | 5 | 1 | 5 | 17 | 15 | +2  |
|  | 5.   | Baraúnas (-6)             | 11 | 11 | 5 | 2 | 4 | 16 | 13 | +3  |
|  | 6.   | Força e Luz-RN            | 6  | 10 | 1 | 3 | 6 | 8  | 23 | -15 |
|  | 7.   | Globo                     | 6  | 10 | 1 | 3 | 6 | 4  | 25 | -21 |
|  | 8.   | Potyguar de Currais Novos | 5  | 10 | 1 | 2 | 7 | 10 | 18 | -8  |

Legenda:

      Vincitore del Campionato Potiguar 2025 e qualificato per il Campeonato Brasileiro Série D e la Coppa del Brasile 2025.
      Qualificato per il Campeonato Brasileiro Série D e la Coppa del Brasile 2025.
      Retrocesso in Segunda Divisão 2025